# 细茎橐吾
细茎橐吾（学名：Ligularia hookeri）是菊科橐吾属的植物。分布在不丹、锡金、尼泊尔以及中国大陆的陕西、西藏、云南等地，生长于海拔3,000米至4,200米的地区，一般生长在山坡、灌丛、水边、林中以及高山草地，目前尚未由人工引种栽培。

## 别名
太白紫菀（陕西）

## 异名
- Ligularia hookeri (C. B. Clarke) Hand.-Mazz. var. polycephala (R. Good) Hand.-Mazz.